# 前衛党
前衛党（ぜんえいとう）とは、前衛となる政党のこと。マルクス・レーニン主義の立場では、プロレタリアートや大衆運動、革命などを指導する政党。

## 概要
「前衛党」の概念は、共産主義者や時代により異なっている。
カール・マルクスはプロレタリア独裁を主張した。
ウラジーミル・レーニンは、当時の帝政ロシアの非合法活動においては、「大衆に開かれた党とは官憲に開かれた党である」として、党員の資格を厳格にし、職業革命家を中心とし、党組織（細胞）に所属して活動を担う者のみを党員とみなすべきだと主張した。
コミンテルンは、1920年の第2回大会で、コミンテルン参加資格21条を定式化し、「新しい型の党」を定式化した。また、コミンテルン支部となる党は、一国に一つとなることが望ましいとし、複数の共産主義組織が存在する国においてはコミンテルン指導下での単一党への合同をおしすすめた。
コミンテルンが1943年に解散した後、ヨシフ・スターリンが主導するコミンフォルム（共産党・労働者党情報局）がつくられ、実質的に国際共産主義運動の指導部の役割を果たした。
スターリン主義に反対するボリシェヴィキ・レーニン主義者は、第四インターナショナルを組織し、真の前衛党であると名乗った。

## レーニン
レーニン主義では前衛党は党組織（細胞）に所属して活動を担う者により構成される党とされ、ただ党の綱領を支持しているだけの者は入党できない。その任務は以下の通りである。
- 資本主義国家にあっては、プロレタリア革命運動を責任を持って牽引する。
- 革命に成功したら、奪った権力を行使して、革命を反革命から防衛する。

また民主集中制が決定されたが、これは革命以後のものとは違い、党内における論争や潮流・分派の形成を否定するものではなかった。

## スターリン
ヨシフ・スターリンは、一つの国には一つしか前衛党はあってはならないという原則を作成した（一国一前衛党論）。これは、前衛党が複数存在すると指揮系統が混乱するという理由であった。この影響として、世界的には権威であるコミンテルンが認める集団のみがその国で「共産党」と認められるようになり、また各国内では「共産党」以外の共産主義者や社会主義者を「トロツキスト」とレッテル貼りするセクト主義も発生した（スターリン主義）。なおスターリン主義を批判したレフ・トロツキーも、前衛党の建設なくして社会主義革命はあり得ないとしたため、既存の共産主義組織への加入戦術を推進した。

## 各国
コミンテルン配下の各国共産党の多くも「前衛党」規定を採用したが、1950年代以降のスターリン批判、プラハの春、1980年代以降の東欧革命とソビエト連邦の崩壊などの影響もあり、「前衛党」規定を削除する動きも拡大した。
- ドイツ社会主義統一党（ドイツ社会統一党）は「ドイツ労働者階級とドイツのあらゆる勤労者の前衛党」を掲げていた[1]。
- イタリア共産党は「労働者階級の前衛部隊」を掲げていた[2]が、1970年代にこの規定を削除した。
- フランス共産党は「フランス労働者階級の前衛部隊」を掲げていた[3]。
- 中国共産党は2012年改正の党規約でも「中国共産党は中国労働者階級の前衛部隊であると同時に、中国人民と中華民族の前衛部隊」と明記している[4]（ただし改革開放後は企業家の入党も認められている。三つの代表も参照）。
- ベトナム共産党（ベトナム労働党）は「ヴェトナム労働者階級およびすべての勤労者の前衛」を掲げている[5]。
- 日本共産党は1958年の党規約より「日本共産党は、日本の労働者階級の前衛部隊であり、労働者階級のいろいろな組織のなかで最高の階級的組織である」[6]、1994年より「日本共産党は、日本の労働者階級の前衛政党であり、労働者階級のいろいろな組織のなかでもっとも先進的な組織である」と明記していた。警察白書はこの記載を「革命勢力としての基本的性格」と記載した[7]（敵の出方論も参照）。日本共産党は2000年の改正で当規定を削除した[8]。

## 批判
「前衛党」という概念に対する代表的な批判として、「共産主義革命がマルクスの言うように『歴史の必然』なら、何故大衆を指導・組織し革命を目指す組織が必要なのか？」というものがある。これは、共産主義に批判的な反共勢力やアナーキストのみならず、共産主義勢力内部でもローザ・ルクセンブルクの支持者などから提起されている。アナーキストやルクセンブルク主義者は、革命は大衆の内部から自然発生的に起きるとした。
そもそも、マルクスが言うように革命が歴史の必然なら、本来何もしなくともいいはずだという見方もなされている（たとえば、産業革命やエネルギー革命は特定の組織がそれを推進しようと前衛として働いた結果実現したものではない）。結局のところ、前衛党概念とは、それを打ち出したウラジーミル・レーニンの遺した著書のあちこちに表れているように、大衆は愚かで無知蒙昧であるから、知識と見識を備えた前衛部隊が責任をもって無知な大衆を教育し、導いてゆくのだという独善的なエリート主義でしかない、という見方もある。